# Prototheora
Prototheora — рід лускокрилих комах, єдиний у родині Prototheoridae. Включає 12 видів, що поширені в Південній Африці (ПАР, Ангола, Малаві). Більшість відомих видів населяє фінбош і помірні гірські вічнозелені ліси, але P. angolae населяє лісисті савани міомбо.

## Опис
Плезіоморфними ознаками роду є: тричленні щупики і прості вусики, середні ніжки з двома шпорцями і задні ніжки з чотирма шпорцями, наявність одного ряду шипів на III—VII сегментах черевця. Крім того, у самиць надзвичайно добре розвинений статевий відросток дев'ятої грудної кости, який вкладається в сумку самця, утворену юкстою та трулеумом під час копуляції.

## Види
- Prototheora parachlora (Meyrick, 1919) (originally in Metatheora)
- Prototheora petrosema Meyrick, 1917
- Prototheora monoglossa Meyrick, 1924
- Prototheora corvifera (Meyrick, 1920) (originally in Metatheora)
- Prototheora merga Davis, 1996
- Prototheora quadricornis Meyrick, 1920
- Prototheora biserrata Davis, 1996
- Prototheora serruligera Meyrick, 1920
- Prototheora cooperi Janse, 1942
- Prototheora geniculata Davis, 1996
- Prototheora drackensbergae Davis, 1996
- Prototheora angolae Davis, 1996
- Prototheora malawiensis Davis, 2001